# Esøya
Esøya est une localité du comté de Nordland, en Norvège.

## Géographie
Administrativement, Esøya fait partie de la kommune de Meløy.